# Антоніо Солер
Антоніо Франциско Хав'єр Хосе Солер і Рамос, відомий як «отець Солер» (у релігійному сенсі), (ісп. Antonio Francisco Javier José Soler y Ramos), хрещений 3 грудня 1729, Олот, Жирона, Каталонія — †20 грудня 1783, Сан-Лоренсо-де-Ель-Ескоріаль,  Мадрид, Іспанія) — іспанський композитор і клавесиніст, учень неаполіта́нця Доменіко Скарлатті, який тридцять останніх років свого життя прожив у Іспанії.

## Життєпис

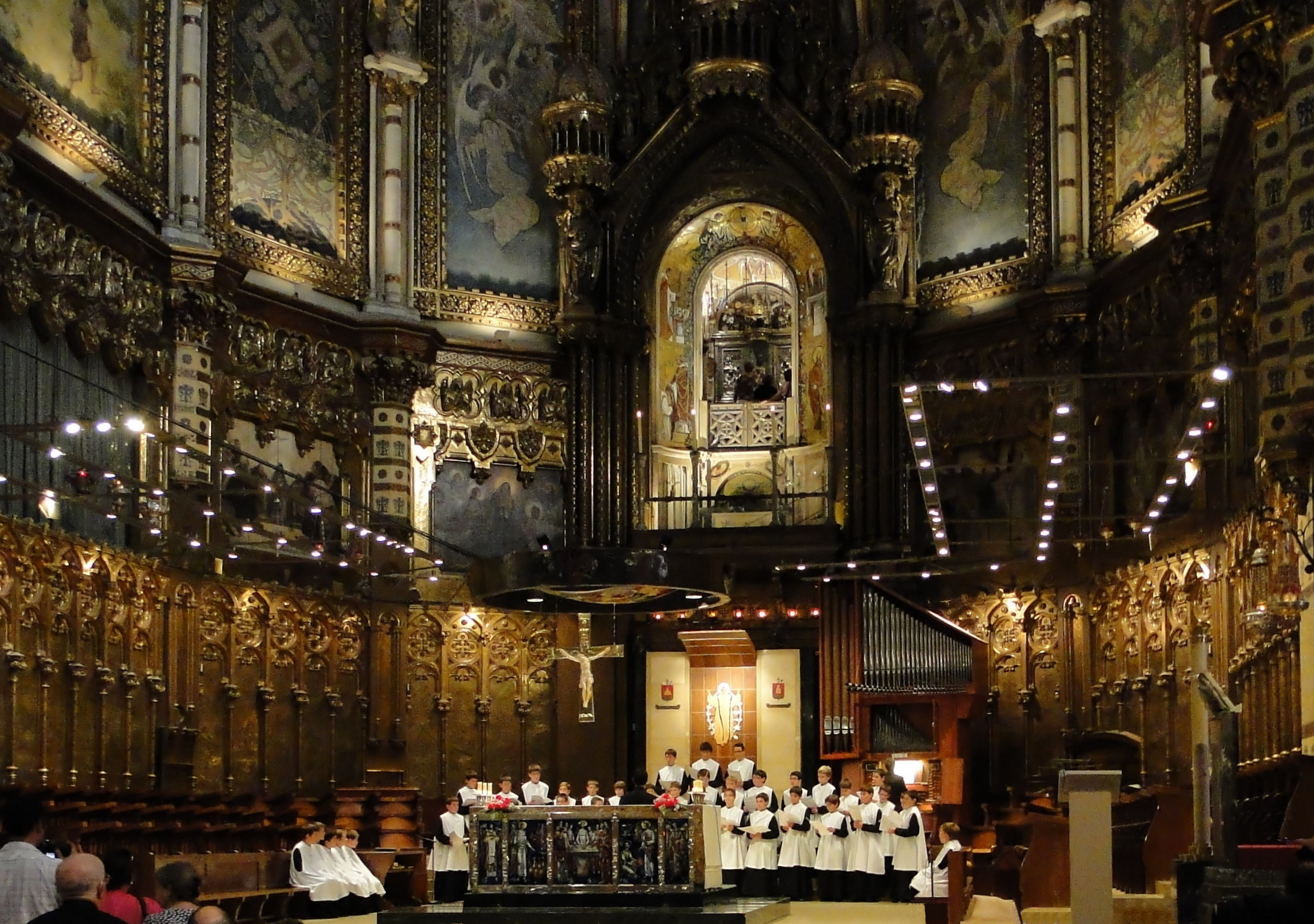
Хор хлопчиків монастиря Монсерат. 2009

Антоніо Солер розпочав свою музичну освіту у віці шести років у хорі хлопчиків (Escolania de Montserrat) Монсератського монастиря у Каталонії, де він особливо відзначився в грі на органі.
У 1744 році був призначений органістом кафедрального собору міста Ла-Сеу-д'Уржель.
У віці 23 років, у 1752 році, постригся в ченці чернечого ордену єронімітів, покровителем яких є Святий Єронім, і решту свого життя звікува́в  у Ескоріальському монастирі Святого Лаврентія, виконуючи обов'язки капельмейстера та органіста. Крім цього він давав уроки музики, навіть інфантові Габріелеві, улюбленому синові іспанського короля Карла III. В «Ескоріалі» він зустрівся з композиторами Хосе Небра та Доменіко Скарлатті, який супроводжував іспанську королівську родину під час їхнього перебування у монастирі.
Інфант Габріель попросив Солера взяти участь у концертах («академіях»), організованих у Прадо та Аранхуесі, таким чином, його не було протягом кількох тижнів у монастирі. Свобода та успіх Солера викликали заздрість у ченців, його прозвали «дияволом у монаршому вбранні». Тому новий, дуже суворий управитель монастиря, Джуліан де Віллегас, заборонив Солеру виїзди́ти з монастиря.  
Антоніо Солер помер в «Ескоріалі» в 1783 році.

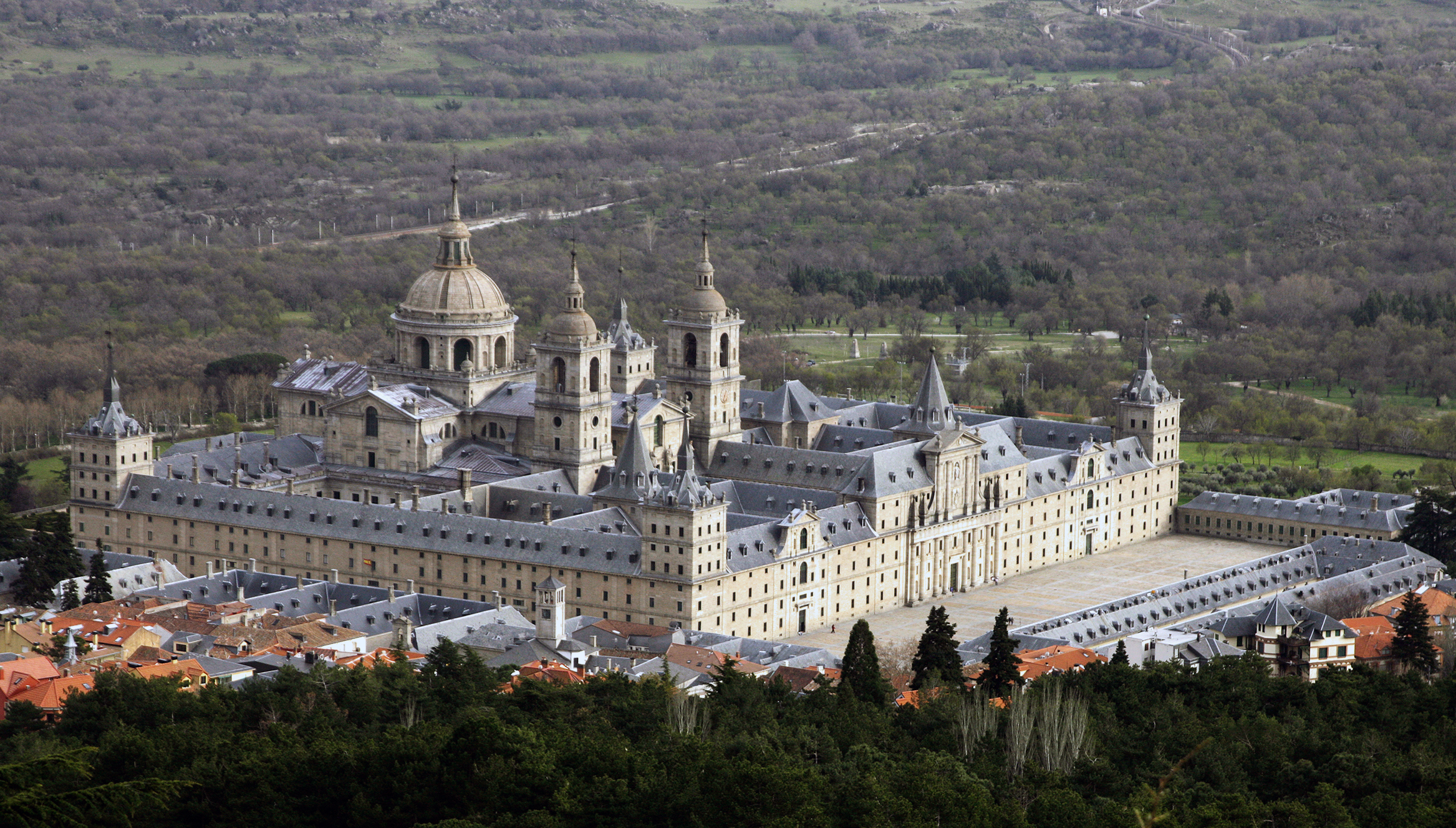
Монастир «Ескоріал». 2008

## Творчість
У творчому доробку Солера близько 500 творів різних жанрів, однак найвідомішими з них є понад 200 його сонат для клавішних інструментів. У цьому жанрі його вважають головним суперником Доменіко Скарлатті, який був його вчителем. Часто важко зрозуміти для якого інструменту був початково написаний твір, бо Солер грав на органі, клавесині, фортепіано, і для цих інструментів писав свої твори. Сонати Солера найчастіше мають двочастинну форму, хоч деякі з них складаються з трьох і навіть чотирьох частин. Вони відзначаються незвичайними модуляціями і в них трапляються іспанські музичні елементи, наприклад, танцювальні ритми фанданго, сегіди́льї, хоти.
Значна частина його творів відноситься до вокальної духовної музики. Це меси, псалми, мотети, вільянсіко і багато іншого.
Крім компонування Антоніо Солер також брався до теорії музики. У 1762 році вийшов його двочастинний трактат «Ключ до модуляції» (Llave de la modulacion y antiguedades de la musica), у якому серед іншого він показав, як в музичному творі плавно і швидко переходити з однієї тональності до будь-якої іншої.